# Шейндлин, Джудит
Джудит Шейндлин (англ. Judith Sheindlin, более известная как Судья Джуди род. 21 октября 1942) — американский адвокат, судья, телеведущая и писатель.

## Биография
Шейндлин родилась 21 октября 1942 года в Бруклине, штат Нью-Йорк у еврейских родителей — зубного врача Мёррея Блума и Этель Силверман. Её дед по отцу Яков Блум иммигрировал в США из Украины, а бабушка  по матери, Лена Мининберг, иммигрировала из России.
Она наиболее известна широкой публике как телеведущая собственного шоу «Судья Джуди», которое она ведёт с 1996 года по настоящее время (до этого, с конца 1960-х годов, работала прокурором и судьёй по семейным делам в судебной системе Нью-Йорка). Её проект является одной из самых рейтинговых дневных программ в истории американского телевидения.
Джудит Шейндлин входит в десятку самых богатых женщин в шоу-бизнесе с годовым доходом в размере 45 млн долларов.